# Desognaphosa pershouse
Desognaphosa pershouse là một loài nhện trong họ Trochanteriidae. Loài này phân bố ở Queensland.